# Atelari
Atelari ist ein osttimoresischer Suco im Verwaltungsamt Laga (Gemeinde Baucau).

## Geographie

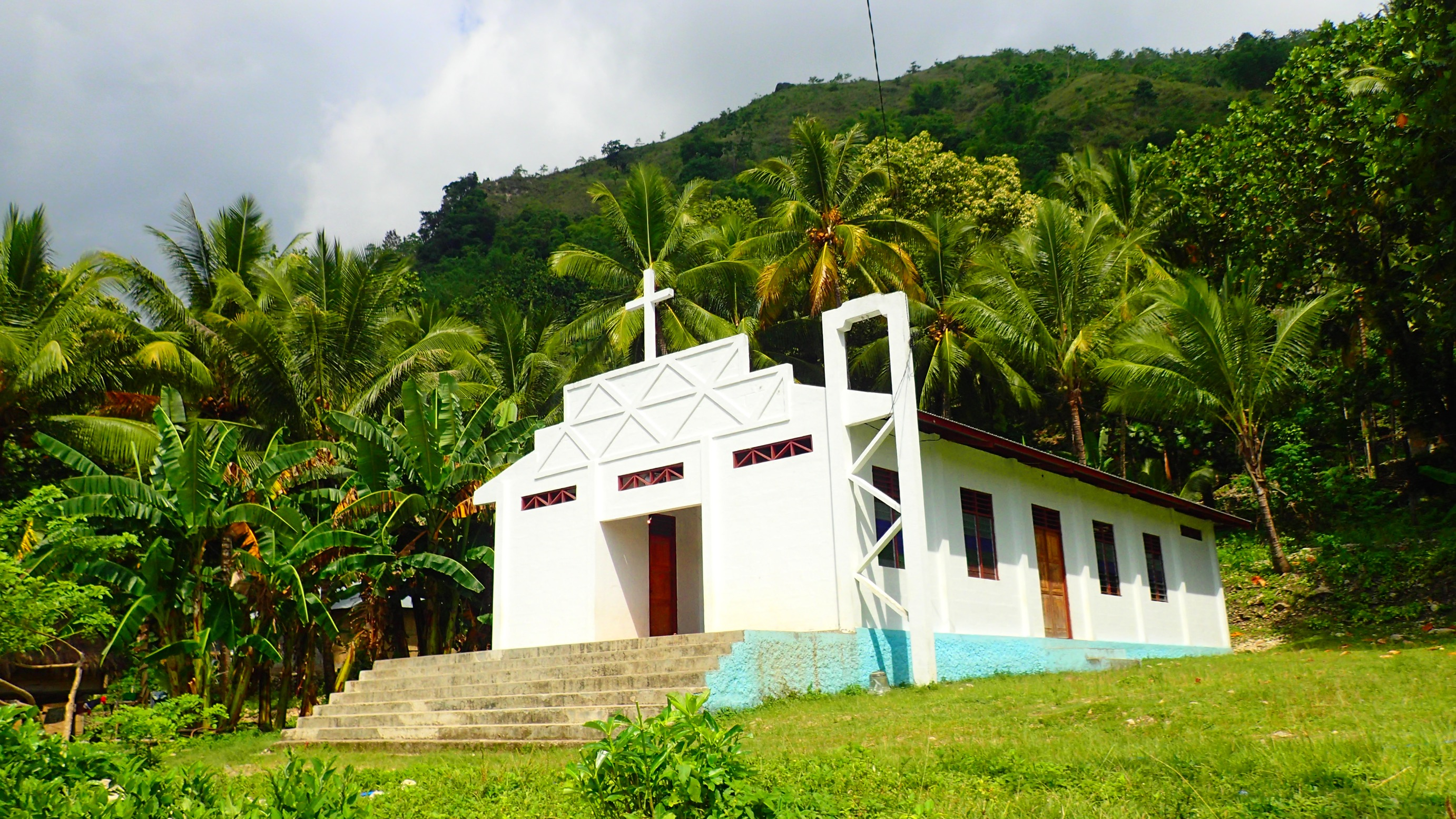
Kirche von Atelari

Atelari liegt im Südosten des Verwaltungsamts Laga. Nordöstlich liegt der Suco Tequinaumata und nördlich der Suco Sagadate. Im Osten grenzt Atelari an das Verwaltungsamt Luro (Gemeinde Lautém) mit seinem Suco Afabubu und im Süden an das Verwaltungsamt Baguia (Gemeinde Baucau) mit seinen Sucos Lavateri, Defawasi und Uacala. Im Westen des Sucos entspringt der Fluss Gomilafo, der zunächst einem Stück der Grenze zu Lavateri folgt, dann aber nach Norden schwenkt und den Suco durchquert, um weiter nach Sagadate zu fließen. Im Nordosten von Atelari entspringt der Liqueliu, in dem später der Gomifalo mündet. Der Liqueliu verlässt den Suco Richtung Norden. Beide Flüsse gehören zum System des Dasidara.
Atelari hat eine Fläche von 30,72 km² und teilt sichh in zehn Aldeias Atelari, Auraba, Lauadae, Liarafa, Loilari, Nelu Uai, Samagata, Siguilaba, Sirimana und Uatalofo.
Quer durch das Zentrum des Sucos führt eine Überlandstraße, von Nord nach Süd, die die Orte Baucau und Baguia miteinander verbindet. An ihr liegen die Orte Atelari, Lauadae (Lavadae), Loilari, Uaraba und Buadolo. Östlich der Straße liegen die Dörfer Samagata, Uatalofo (Uatalolo), Siguilaba, Liarafa, Sirimana und Nelu Uai (Nelouai). Grundschulen gibt es in Atelari, Samagata und Loilari.
Im Ort Atelari befindet sich die Grundschule des Sucos, die Escola Primaria Catolica Atelari.

## Einwohner
In Atelari leben 1.713 Einwohner (2022), davon sind 893 Männer und 820 Frauen. Im Suco gibt es 316 Haushalte. Über 95 % der Einwohner geben Makasae als ihre Muttersprache an. Die restliche Bevölkerung spricht Tetum Prasa.

## Geschichte
Ende 1979 befand sich in Atelari ein indonesisches Lager für Osttimoresen, die zur besseren Kontrolle von den Besatzern umgesiedelt werden sollten.
1980 kam in Atelari bei einem Gefecht das Mitglied des FRETILIN-Zentralkomitees Fernando Teles do Nascimento ums Leben.
1999 wurde in Atelari ein Sammellager zur Demobilisierung der FALINTIL durch die Vereinten Nationen eingerichtet.
Am 28. Juni 2015 wurde ein Soldat in Atelari von Mitgliedern des Konseilu Revolusionariu Maubere (KRM) angeschossen.

## Politik
Bei den Wahlen von 2004/2005 wurde António Manuel Guterres zum Chefe de Suco gewählt und 2009 und 2016 in seinem Amt bestätigt. Bei den 2023 wurde José Paulo Ximenes zum neuen Chefe de Suco gewählt.
2023 wurden zum Chefe de Aldeias gewählt: Sujana Norberta Belo Ximenes (Atelari), Caetano Feliciano Guterres (Auraba), Elvino da Costa Ximenes (Lauadae), Lamberto Sebastião Ximenes (Liarafa), Abrão Ximenes (Loilari), José Leão Ximenes (Nelu Uai), José Aparicio (Samagata), Fernando Ximenes (Siguilaba), Domingos da Silva (Sirimana) und José Ximenes (Uatalofo).

## Persönlichkeiten
- Abel Ximenes (* 1950), Freiheitskämpfer und Politiker
- André da Costa Belo L4 (1957–2018), Freiheitskämpfer und Politiker